# El Ojite, San Luis Potosí
El Ojite är en ort i Mexiko.   Den ligger i kommunen Ciudad Valles och delstaten San Luis Potosí, i den centrala delen av landet, 280 km norr om huvudstaden Mexico City. El Ojite ligger 153 meter över havet och antalet invånare är 814.
Terrängen runt El Ojite är kuperad västerut, men österut är den platt. Runt El Ojite är det ganska tätbefolkat, med 78 invånare per kvadratkilometer. Närmaste större samhälle är Ciudad Valles, 10,3 km öster om El Ojite. Omgivningarna runt El Ojite är en mosaik av jordbruksmark och naturlig växtlighet.